# Tobruk

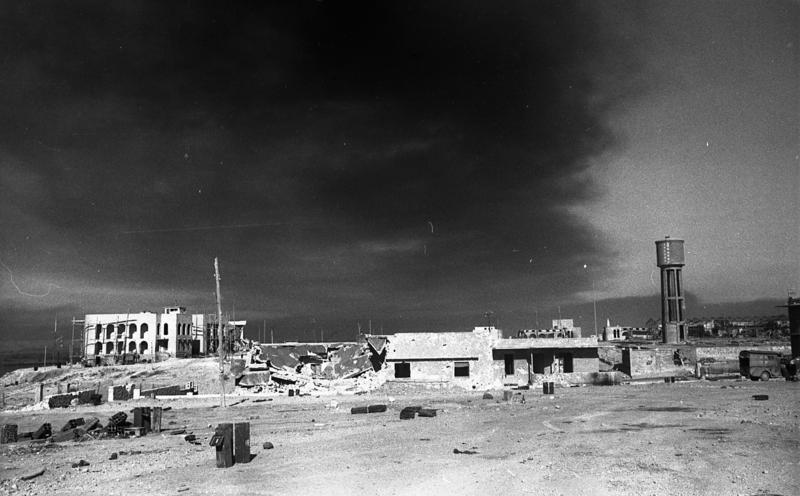
Zerstörte Häuser in Tobruk 1942

Tobruk, auch Tobruq (arabisch طبرق, DMG Ṭubruq), ist eine libysche Stadt am Mittelmeer. Der Ort hat 121.052 Einwohner (Stand 1. Januar 2005) und liegt in der Kyrenaika. Tobruk ist eine wichtige Hafenstadt und der Endpunkt einer Erdölpipeline. In der Nähe der Stadt befindet sich auch eine Erdölraffinerie. Sie war in den Jahren 1941 und 1942 Schauplatz mehrerer heftiger Schlachten des Zweiten Weltkriegs. Tobruk ist Hauptstadt des Munizips Al-Butnan. 2014 wurde sie Sitz der Regierung Libyens und des libyschen Parlaments.

## Geschichte
Tobruk wurde im Altertum als griechische Kolonie Antipyrgos gegründet, in der vorrangig Landwirtschaft betrieben wurde. Später legten die Römer bei der Stadt eine Festung an, um die Grenze der Kyrenaika zu bewachen. In den folgenden Jahrhunderten diente sie als eine Station an der großen Karawanenstraße entlang der südlichen Mittelmeerküste. Im Jahre 1911 gelangte der Ort im Rahmen des Italienisch-Türkischen Krieges an Italien. Die italienischen Truppen bauten die Umgebung der Stadt bis 1940 wiederum zu einer starken Festung aus.
Tobruk war im Zweiten Weltkrieg ein kleiner Ort mit nicht einmal 2000 Einwohnern, verfügte aber über einen Tiefwasserhafen und die oben erwähnte Festung.
Am 22. Januar 1941 wurde die Stadt durch britische Einheiten erobert, und rund 25.000 Italiener gingen in Gefangenschaft. Der deutsche Vormarsch in Nordafrika unter dem Kommando von Erwin Rommel war von Geschwindigkeit geprägt, daher wurde der schwer befestigte Ort zunächst nur eingeschlossen und nicht erobert, um schnell weiter vorstoßen zu können.
Tobruk wurde zu diesem Zeitpunkt von einer australischen Einheit verteidigt, die im April zwei Eroberungsversuche des deutschen Afrikakorps abwehrte. Ab August 1941 wurde die Stadt zusätzlich durch polnische Einheiten verstärkt. Tief gestaffelte Verteidigungsstellungen aus Panzergräben, Bunkern, MG- und PAK-Nestern machten ein Vordringen in den Ort nahezu unmöglich. Bis Ende 1941 wurde der Ort belagert und von der deutschen Luftwaffe massiv bombardiert. Im Rahmen der Operation Crusader im Dezember 1941 erhielten die Verteidiger Entsatz.
Im Mai 1942 war die Stadt während des Unternehmens Theseus erneut Ziel deutsch-italienischer Vorstöße, und nach zwei Wochen heftiger Kämpfe wurde die Abwehr schließlich durchbrochen. Die Alliierten kapitulierten am 21. Juni 1942. 32.000 alliierte Soldaten gerieten in Gefangenschaft, und den Eroberern fielen rund 5000 Tonnen Versorgungsgüter und 10.000 Tonnen Treibstoff zu. In der Folge wurde Rommel zum Generalfeldmarschall ernannt.
Im September 1942 wurde ein britisches Kommandounternehmen auf die Stadt vereitelt, aber Tobruk musste nach der Niederlage der Achsenmächte bei El-Alamein im November 1942 aufgegeben werden.

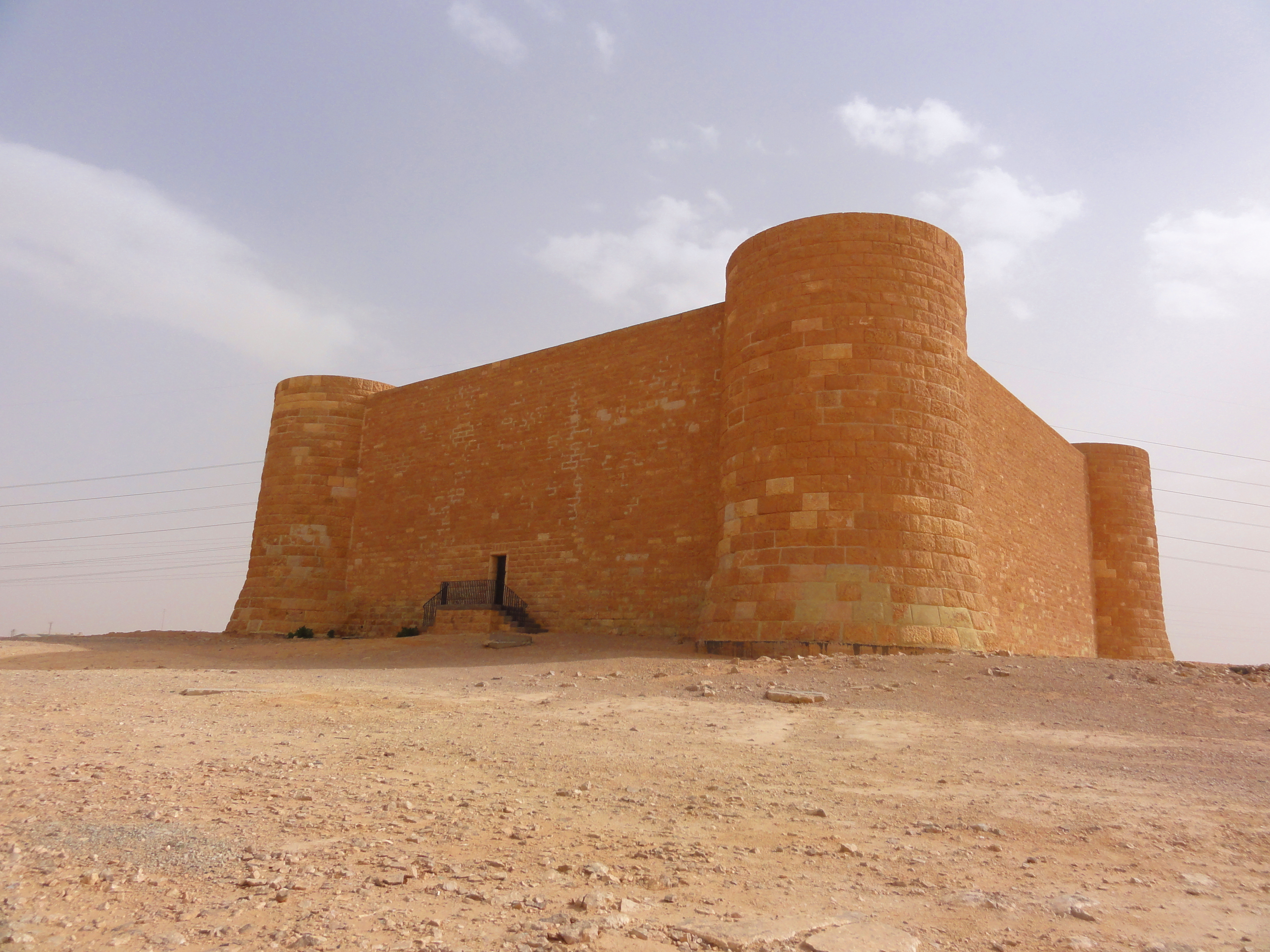
Deutsches Kriegerdenkmal in Tobruk

In Tobruk steht auf einer Anhöhe über der Stadt auch die zentrale deutsche Kriegsgräberstätte Tobruk für die in Libyen gefallenen deutschen Soldaten. Es ist ein quadratischer Bau von 40 mal 40 Metern mit vier Rundtürmen an den Ecken. In ihn wurden 6026 Soldaten umgebettet, unter anderen das deutsche Jagdfliegerass Hans-Joachim Marseille („Der Stern von Afrika“). Das Denkmal wurde 1955 vom Volksbund Deutsche Kriegsgräberfürsorge eingeweiht. Das Mahnmal trägt die Inschrift:
Nach dem Bürgerkrieg in Libyen 2011, der die Herrschaft Muammar al-Gaddafis beendete, rief der Allgemeine Nationalkongress die Parlamentswahl am 25. Juni 2014 zur Bildung des ersten Abgeordnetenrates aus. Als aber das islamistische Bündnis Morgenröte das Wahlergebnis nicht anerkannte und die Hauptstadt Tripolis nach schweren Kämpfen im August 2014 besetzte, setzten sich Regierung und Parlament in den Osten des Landes ab. Während der Abgeordnetenrat seinen Sitz in Tobruk nahm, residierte die aus Tripolis geflohene Regierung unter Ministerpräsident Abdullah Thenni in al-Baida, 220 Kilometer westlich von Tobruk.

## Infrastruktur
Tobruk liegt an der historischen Küstenstraße Via Balbia, die nach Westen in das rund 300 Kilometer entfernte Bengasi und nach Osten an die ägyptische Grenze bei Musaid und Sollum führt. Vom 25 Kilometer südlich Tobruk gelegenen Flughafen Tobruk (El-Adem) führt die Wüstenstraße Tobruk–Adschdabiya nach Südwesten in das 410 Kilometer entfernte Adschdabiya an der Großen Sirte.